# Anthemusias
Anthemusias (dal greco Ανθεμουσιάς) o Charax Sidae (oggi Sarug) era un'antica città della Mesopotamia secondo Plinio e Strabone. Isidoro di Carace aggiunge che si trovava a 320 stadi da Apamea, nei pressi del fiume Eufrate, sulla strada per Seleucia al Tigri.

## Storia
Si racconta inoltre che Tiridate III di Partia, con il consenso del suo popolo, ricevette la sottomissione di Nicephorium, Anthemusias e di altre città, le quali, essendo state fondate dai Macedoni, davano nomi greci, anche alle città partiche di Halus e Artemita. C'era poi una certa rivalità tra gli abitanti che detestava Artabano II di Partia, di stirpe scitica per la sua crudeltà, e che sperava di trovare in Tiridate un regnante dallo spirito gentile, per la sua formazione romana.
La conquista di questa città da parte di Tiridate III nel 35 fu però di breve durata, poiché una volta tornato dall'Ircania Artabano, condusse con lui un esercito scitico, quello dei Dahai. Tuttavia, egli fu costretto ad accettare un trattato di pace con il Lucio Vitellio (padre del futuro imperatore, Vitellio), il governatore romano della Siria, nel 37.